# Euplexia obscura
Euplexia obscura är en fjärilsart som beskrevs av Barend J. Lempke 1965. Euplexia obscura ingår i släktet Euplexia och familjen nattflyn. Inga underarter finns listade i Catalogue of Life.